# Miloš Stamenković
Miloš Stamenković, cyr. Милош Стаменковић (ur. 1 czerwca 1990 w Belgradzie, Jugosławia) – serbski piłkarz, grający na pozycji obrońcy.

## Kariera piłkarska

### Kariera klubowa
Wychowanek miejscowych klubów FK Zemun, FK Crvena zvezda i FK Radnički Belgrad. W 2009 rozpoczął karierę piłkarską w klubie Proleter Nowy Sad. W 2011 przeszedł do OFK Mladenovac, a w 2012 został piłkarzem FK BSK Borča. Latem 2013 wyjechał do Armenii, gdzie bronił barw Araratu Erywań. 25 sierpnia 2014 przeniósł się do Sziraka Giumri. 20 czerwca 2016 podpisał kontrakt z ukraińskim klubem Stal Kamieńskie. 26 czerwca 2016 przeniósł się do kazachskiego Irtyszu Pawłodar. 14 grudnia 2018 opuścił Irtysz. 16 lutego 2019 został piłkarzem Royale Union Saint-Gilloise.

## Sukcesy i odznaczenia

### Sukcesy piłkarskie
Szirak Giumri
- brązowy medalista Mistrzostw Armenii: 2014/15